# West Riding of Yorkshire
Pour le comté actuel, voir Yorkshire de l'Ouest.
Le West Riding of Yorkshire est l'une des trois subdivisions historiques du comté de Yorkshire, en Angleterre. Il constitue également un comté administratif de 1889 à 1974.

## Histoire

### Le riding historique

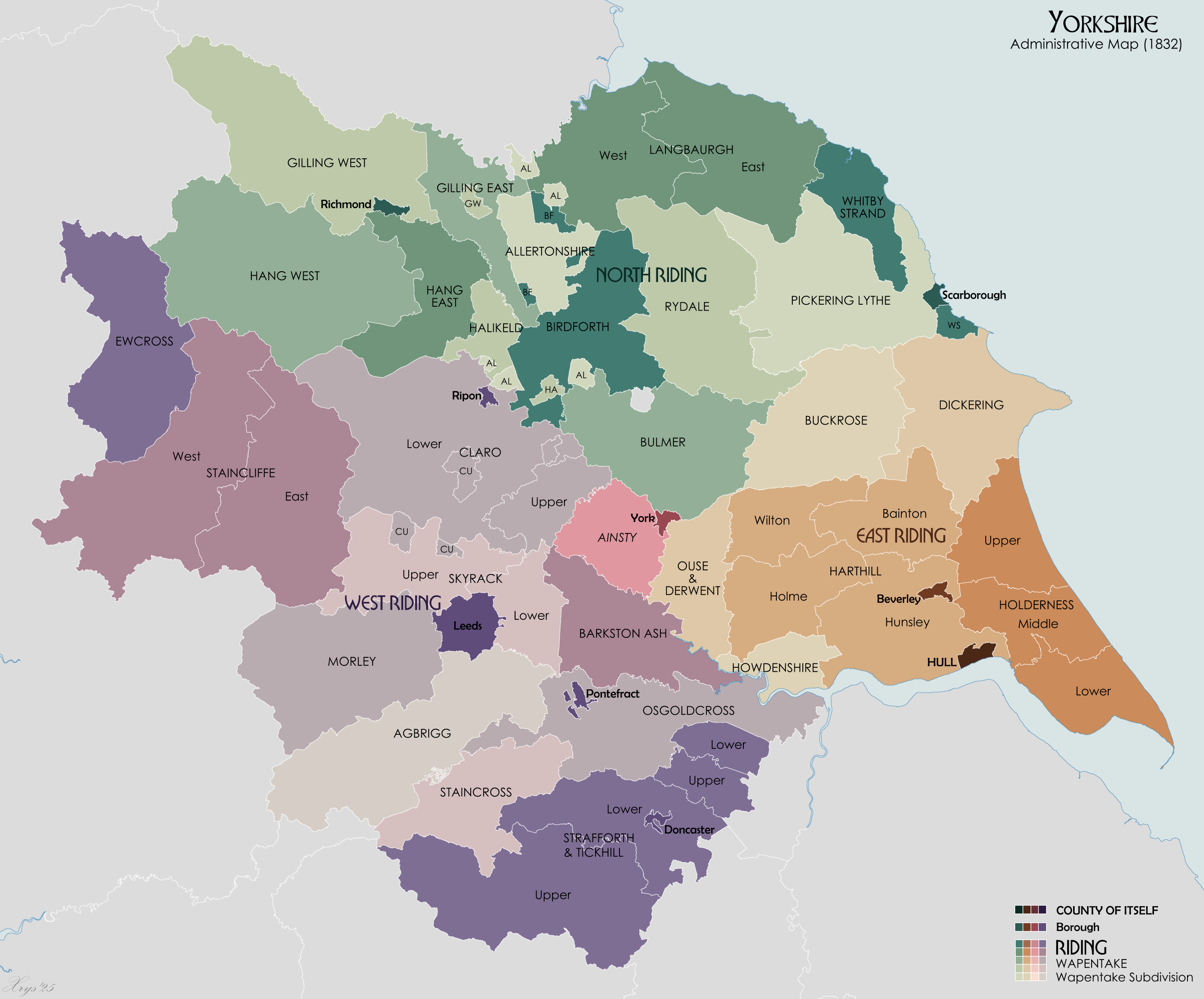
Carte des subdivisions du Yorkshire en 1832.

Dès le Moyen Âge, le Yorkshire est divisé en trois ridings : le North Riding, le West Riding et l'East Riding. Ces ridings sont à leur tour divisés en wapentakes, l'équivalent local du hundred. Le West Riding compte dix wapentakes, dont cinq sont à leur tour subdivisés en deux sections :
1. Agbrigg and Morley (en) (divisé en Agbrigg et Morley)
2. Ainsty (en) (rattaché à la cité d'York en 1449)
3. Barkston Ash (en)
4. Claro (en) (divisé en Lower and Upper)
5. Ewecross (en)
6. Osgoldcross (en)
7. Skyrack (en) (divisé en Lower et Upper)
8. Staincliffe (en) (divisé en East et West)
9. Staincross (en)
10. Strafforth and Tickhill (en) (divisé en Lower et Upper)

Le West Riding est doté d'un Lord Lieutenant à partir de la Restauration anglaise, en 1660.

### Le comté administratif
Le West Riding devient un comté administratif en 1889, lorsque le Local Government Act 1888 entre en vigueur. Il disparaît en 1974, lorsque le Local Government Act 1972 entre en vigueur. Son territoire correspond approximativement aux actuels comtés cérémoniels du Yorkshire de l'Ouest et du Yorkshire du Sud, avec trois districts du Yorkshire du Nord (Craven, Harrogate et Selby) ainsi que quelques paroisses de Cumbria, du Lancashire, du Grand Manchester et du Yorkshire de l'Est.